# Пейкер, Николай Николаевич
Николай Николаевич Пейкер  (14 [26] января 1844 года, Санкт-Петербург — 16 [28] мая 1902 года, Санкт-Петербург) — генерал-майор, участник подавления польского восстания (1863) и русско-турецкой войны (1877—1878).

## Биография
Происходил из дворян Санкт-Петербургской губернии, сын отставного статского советника Н. И. Пейкера, внук сенатора И. У. Пейкера. Родился 14 (26) января 1844 года, православного вероисповедания. Зачислен в пажи 10 сентября 1856 года; из камер-пажей произведён в прапорщики Лейб-гвардейского Его Величества батальона.
С 7 июля по 28 декабря 1863 года находился в составе войск Виленского военного округа, участвовал в усмирении польского мятежа. С 27 марта 1867 года — подпоручик, с 16 апреля 1867 года — поручик. С 20 февраля 1865 и по 23 января 1868 года Пейкер был делопроизводителем батальонного хозяйственного комитета. Около полутора лет командовал ротой и 29 апреля 1873 года был назначен адъютантом к герцогу Георгу Мекленбург-Стрелицкому, инспектору стрелковых батальонов, и оставался в этой должности до кончины герцога.
15 июня 1876 года был пожалован во флигель-адъютанты и 30 августа того же года был произведён в капитаны, а через год 30 августа 1877 года произведен в полковники. По личному выбору и приказанию Александра II сопровождал императора на Дунайский театр военных действии, где по Высочайшему повелению был прикомандирован к 4-й Стрелковой бригаде. В составе этой бригады участвовал в сражении под Эски-Загрою, под начальством генерал-адъютанта Гурко и во взятии этого города 18 июля 1877 года. За отличие был награждён орденом Св. Владимира 4-й степени с мечами и бантом. Орденом Св. Владимира 3-й степени был награждён 30 августа 1882 года.
С 13 мая 1887 года был причислен к Министерству внутренних дел и 30 августа того же года произведен в генерал-майоры с зачислением в запас и с оставлением при министерстве.
Скончался в Санкт-Петербурге 16 (29) мая 1902 года и был похоронен на Никольском кладбище Александро-Невской лавры (могила утрачена).

## Источник
- Фрейман О. Р. Пажи за 185 лет: биографии и портреты бывших пажей с 1711 по 1896 г.. — Фридрихсгамн: Тип. Акц. о-ва, 1894—1897. — С. 819-820.